# Santa Llúcia de Ciuret
Santa Llúcia de Ciuret és una església barroca del municipi de Vidrà (Osona) protegida com a bé cultural d'interès local.

## Descripció
Església, de planta rectangular, de nau única, amb capelles obertes en els laterals. La nau central, esvelta, ens porta al presbiteri, i es troba coberta amb falsa volta de maó, que surt dels murs mitjançant una cornisa, típica de l'època. Exteriorment la coberta és a base d'una encavallada de fusta i teula àrab. Coincidint amb la nau central, la façana es remata amb un campanar d'època posterior. S'aprecien algunes humitats degut a filtracions i capil·laritat de la pedra.

## Història
L'església es va construir el 1754, quan substituí com a parròquia de la Santa Margarida de Cabagés, i fou ampliada al 1772, modificant les capelletes i la rectoria. El campanar, per la seva tipologia, sembla de mitjans del segle xix.